# Haval

Logo fino al 2023

La Haval è una casa automobilistica cinese di proprietà della Great Wall Motors specializzata in crossover e SUV, lanciata nel marzo 2013.

## Storia
Nato nel marzo 2013 come costola della Great Wall e specializzato nella realizzazione di SUV e Crossover, nel 2015 è stato il marchio che ne ha venduti di più in Cina. Nello stesso anno inizia ad esportare anche in Australia. Nel giugno 2019 inizia le esportazioni anche in Italia con la SUV H2. Nello stesso periodo viene inaugurata la fabbrica di Tula in Russia dove vengono prodotte le Haval F7, primo modello a essere prodotto oltre i confini cinesi.

## Modelli

### In produzione
- Haval H6 (2011–)
- Haval H9 (2014–)
- Haval M6/M6 Plus (2017–)
- Haval F7/F7x (2018–)
- Haval Dagou (2020–)
- Haval Jolion  (2020–)
- Haval Chitu  (2021–)
- Haval Shenshou (2021–)
- Haval Cool Dog (2022–)
- Haval Xiaolong Max (2023-)

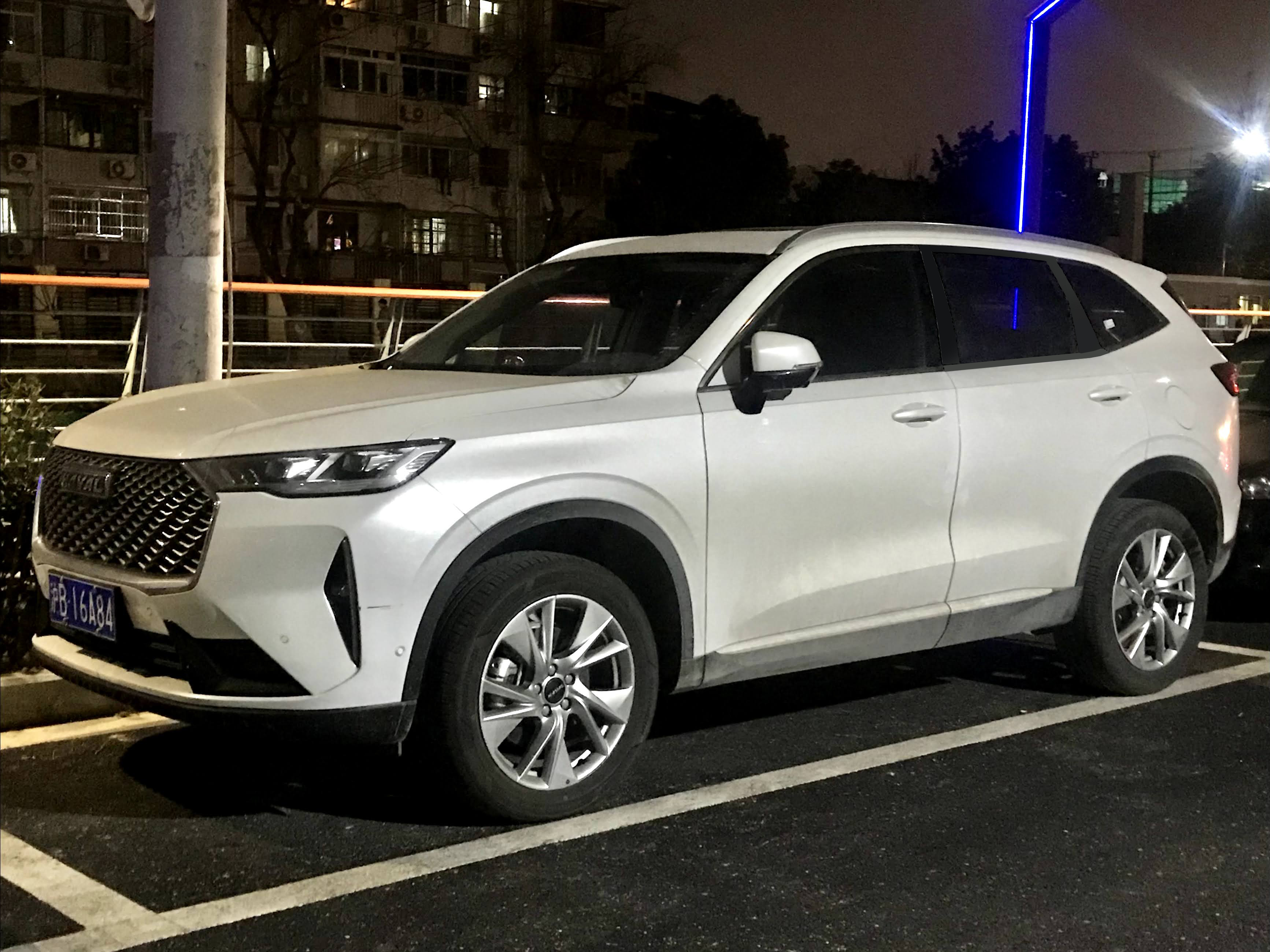
Haval H6
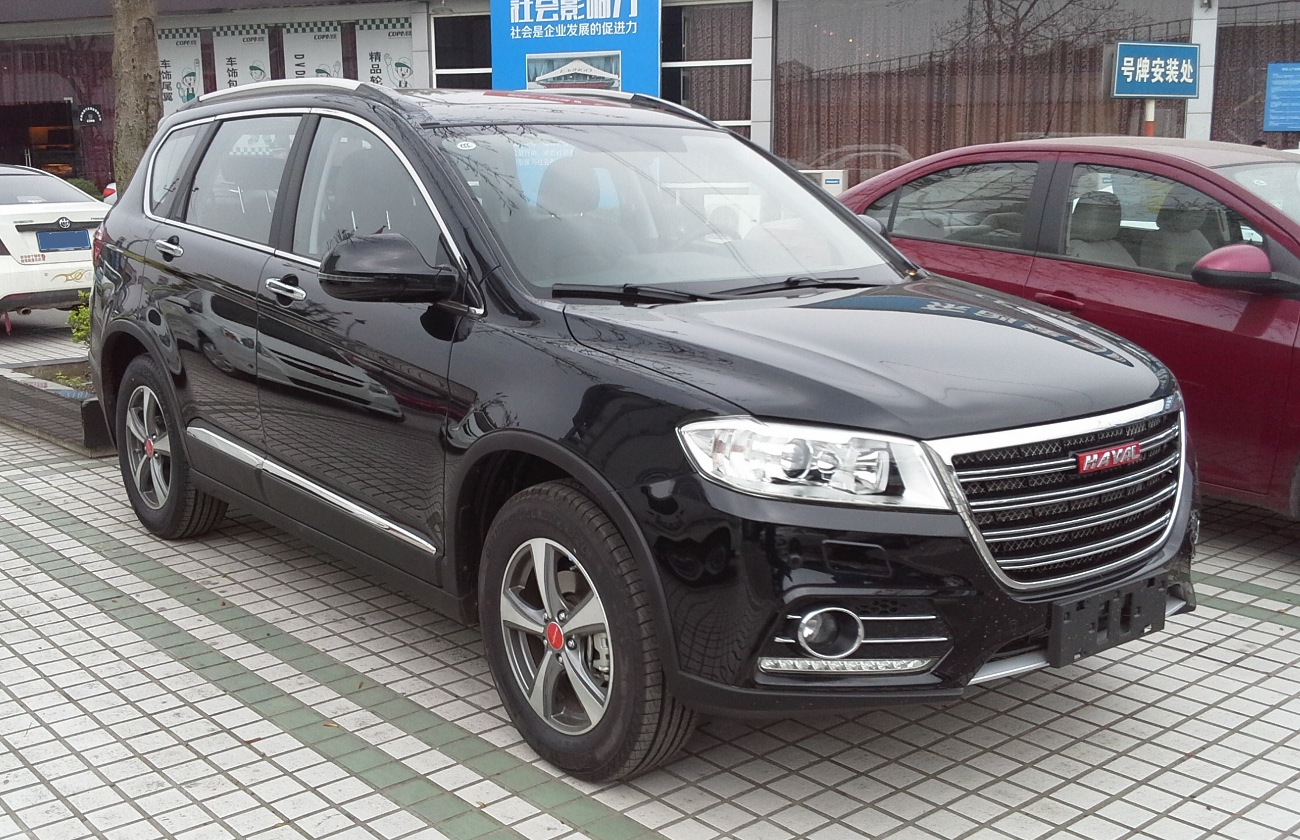
Haval H6 Sport
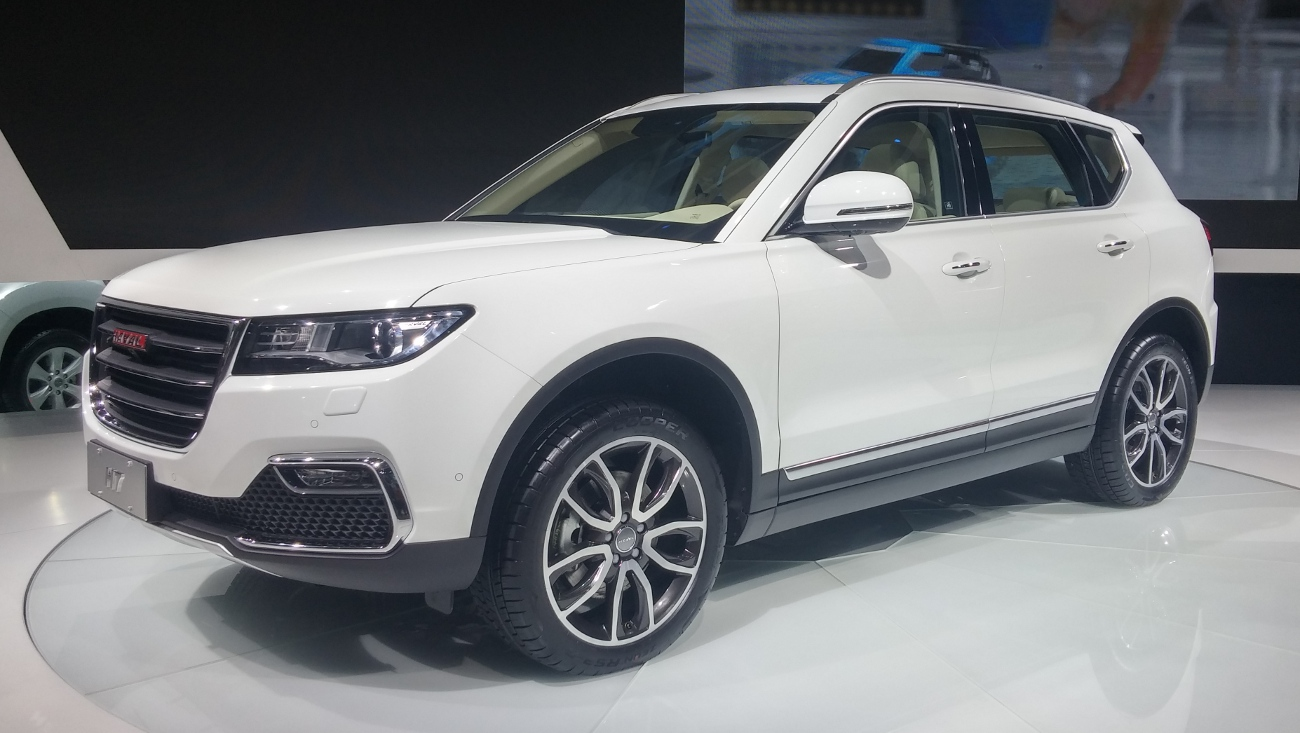
Haval H7
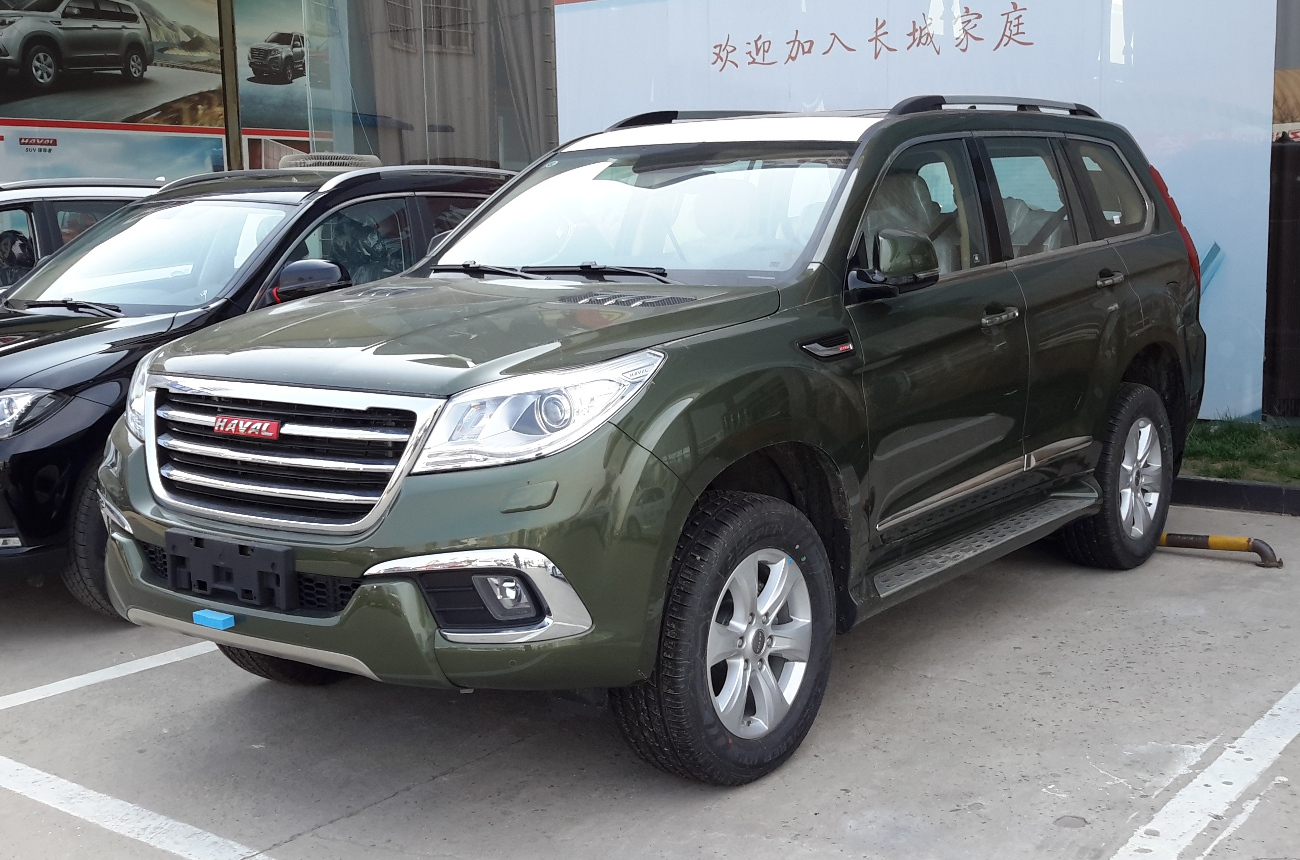
Haval H9
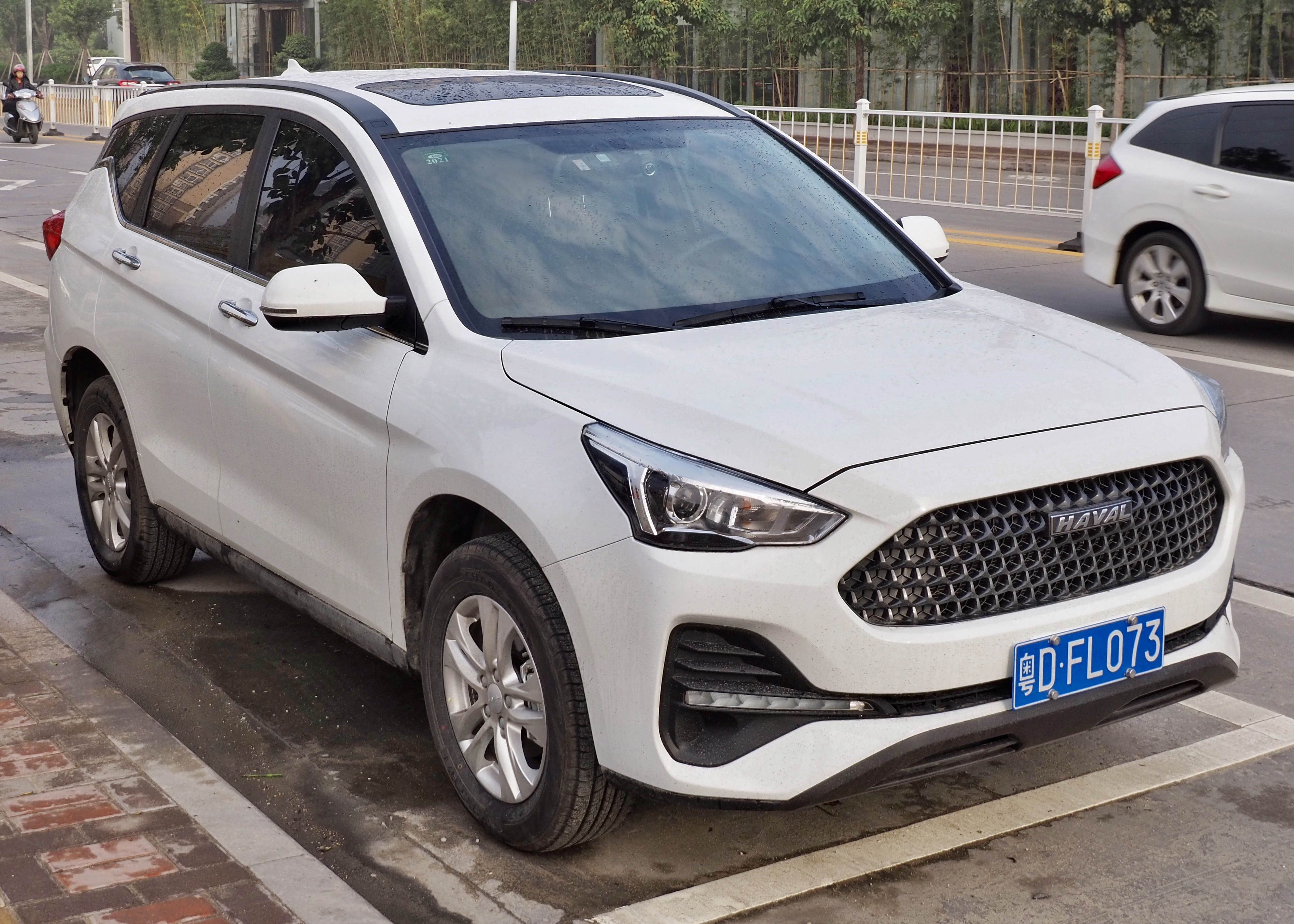
Haval M6
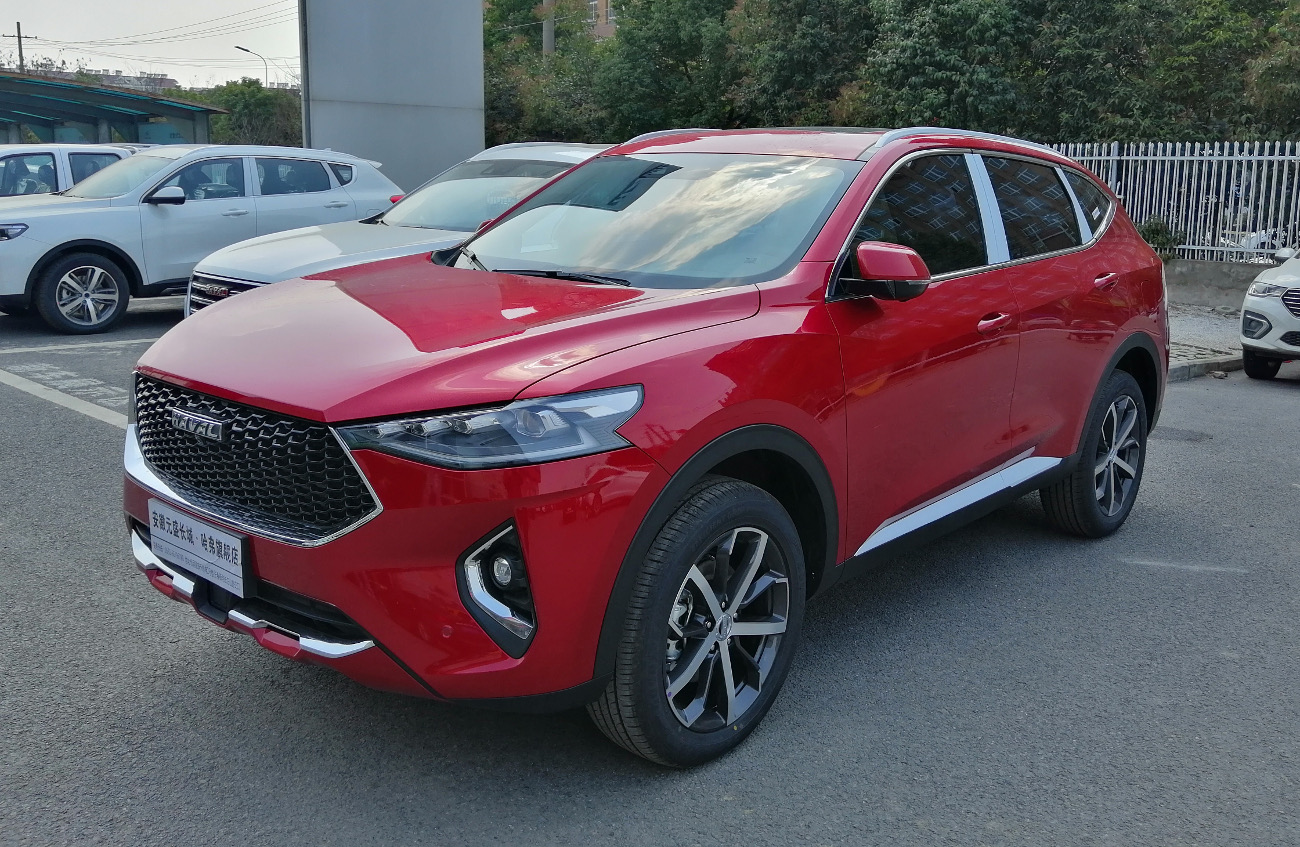
Haval F7
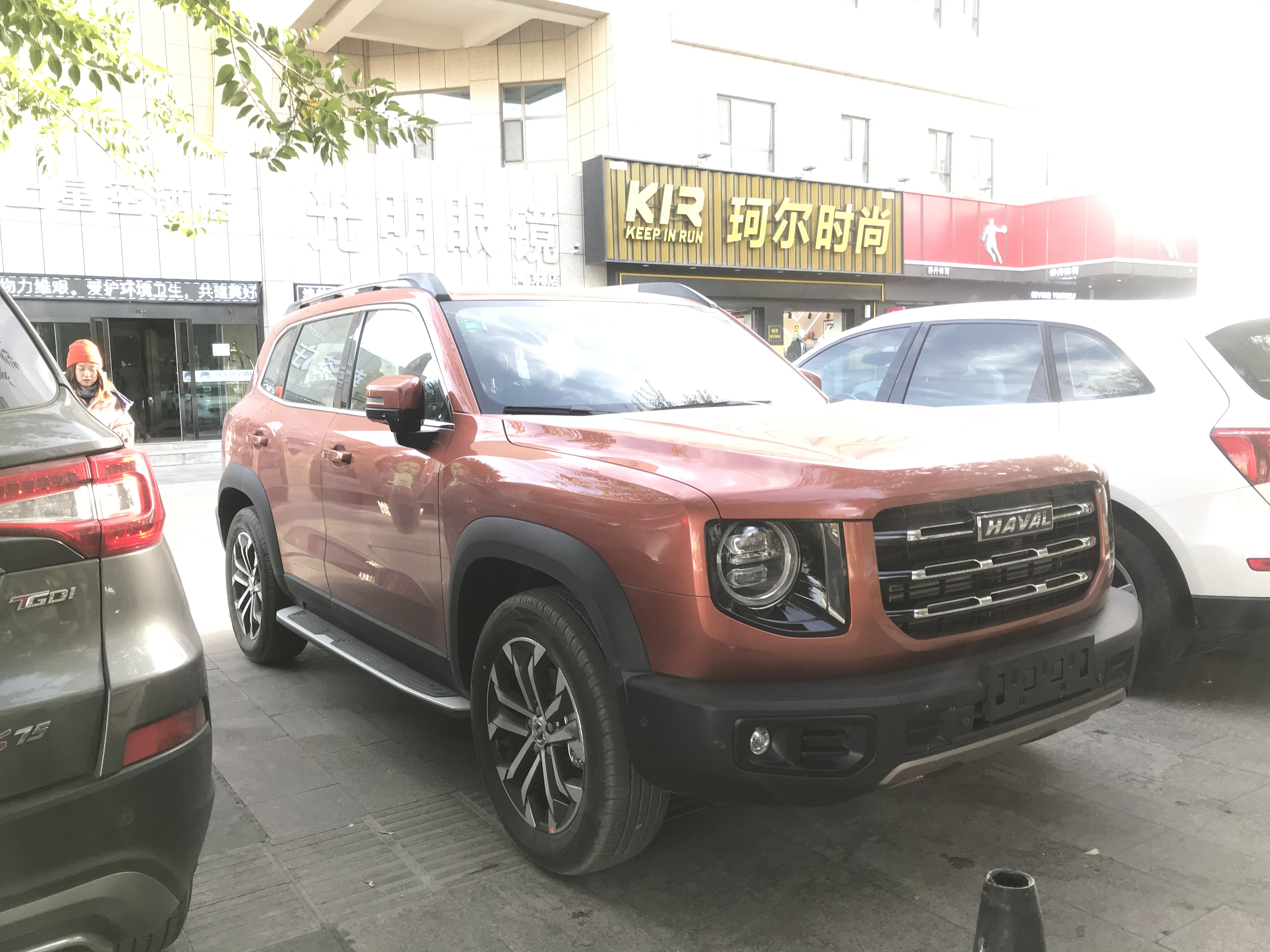
Haval Big Dog
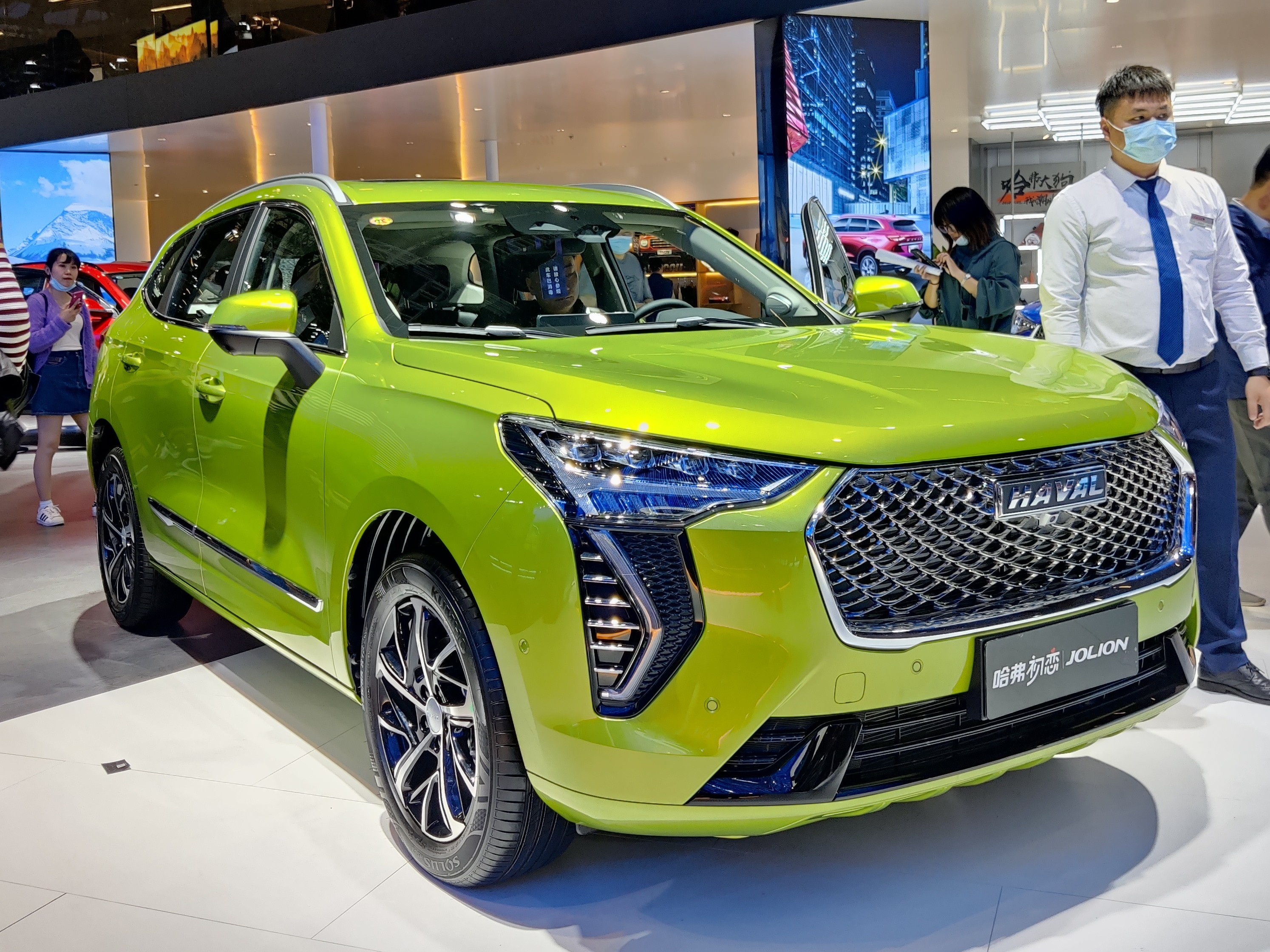
Haval Jolion
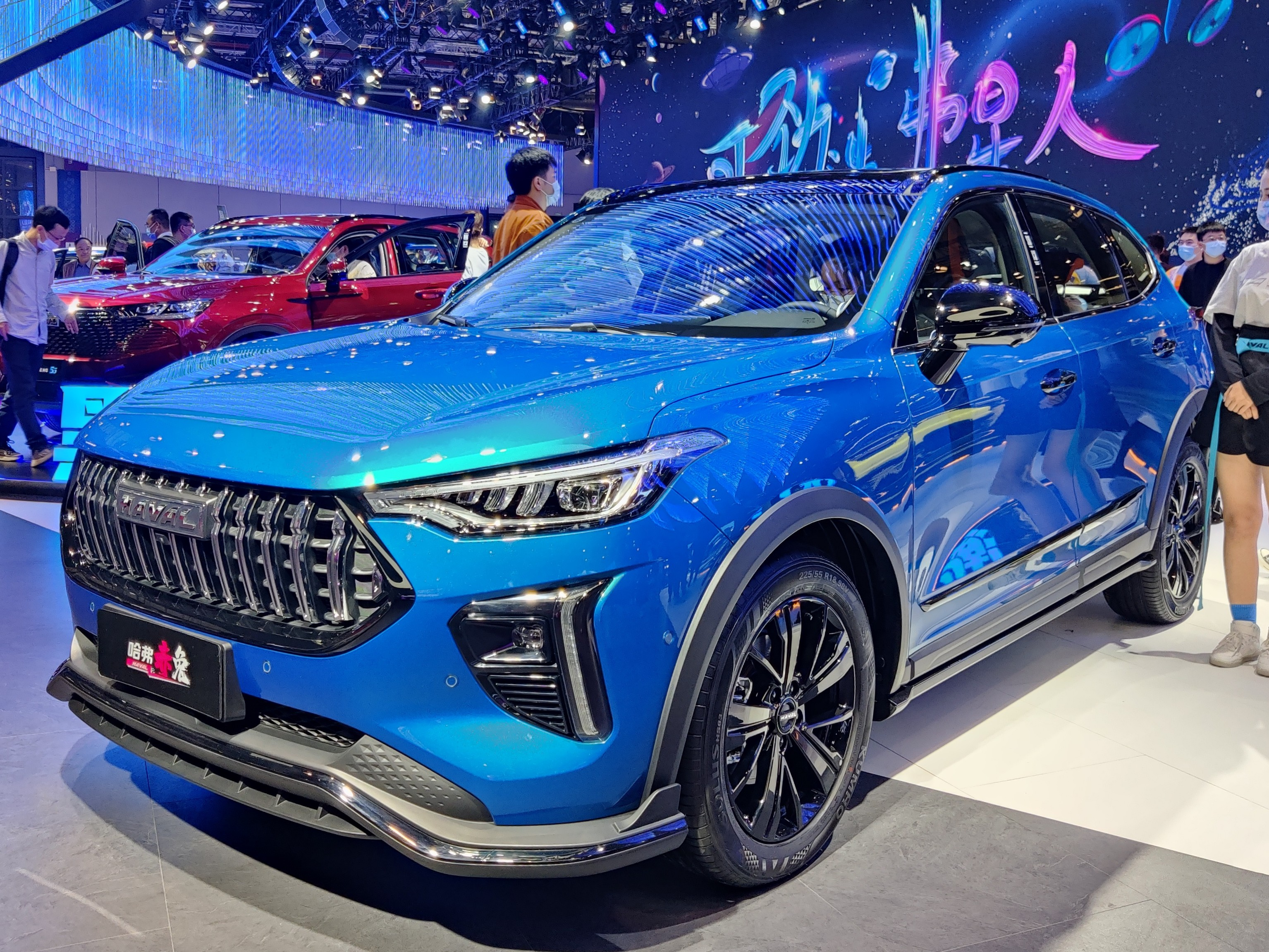
Haval Chitu
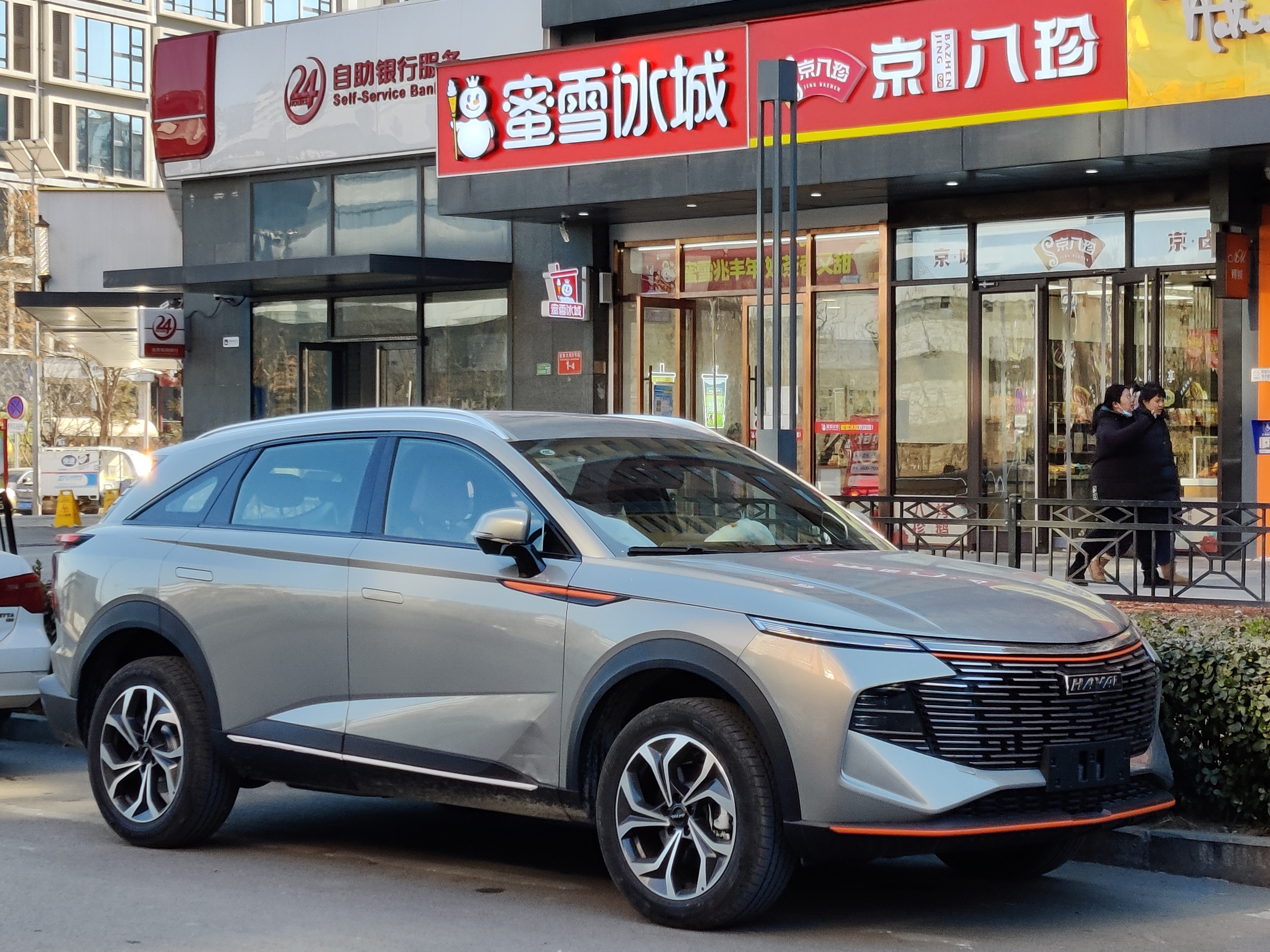
Haval Shenshou
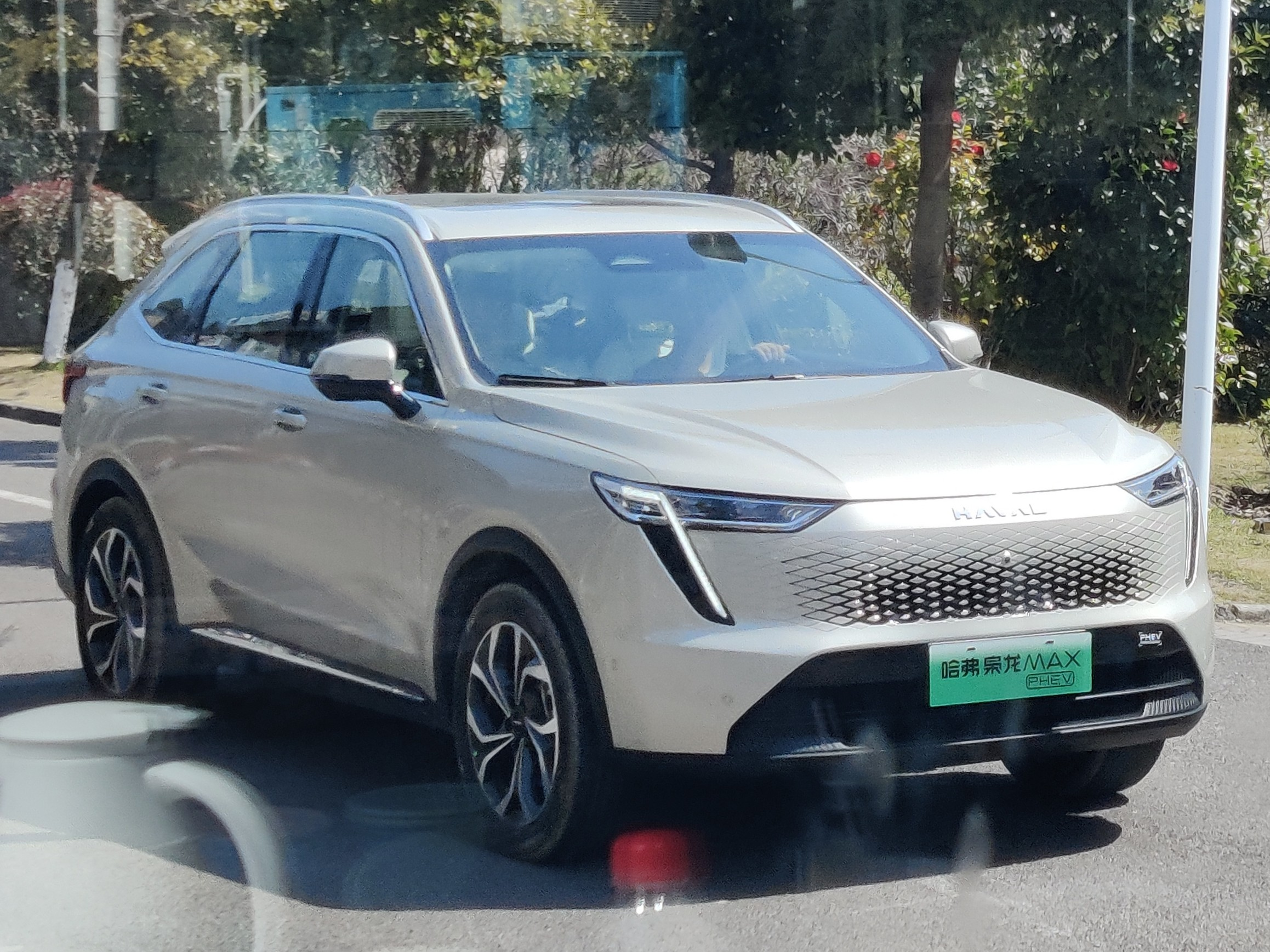
Haval Xiaolong Max

### Fuori produzione
- Haval H5 (2010–2020)
- Haval H8 (2013–2018)
- Haval M4/H1 (2013–2021)
- Haval H2 (2014–2021)
- Haval H2s (2016–2019)
- Haval H4 (2017–2020)
- Haval F5 (2018–2020)
- Haval H6 Coupe (2015–2021)
- Haval H7 (2015–2021)

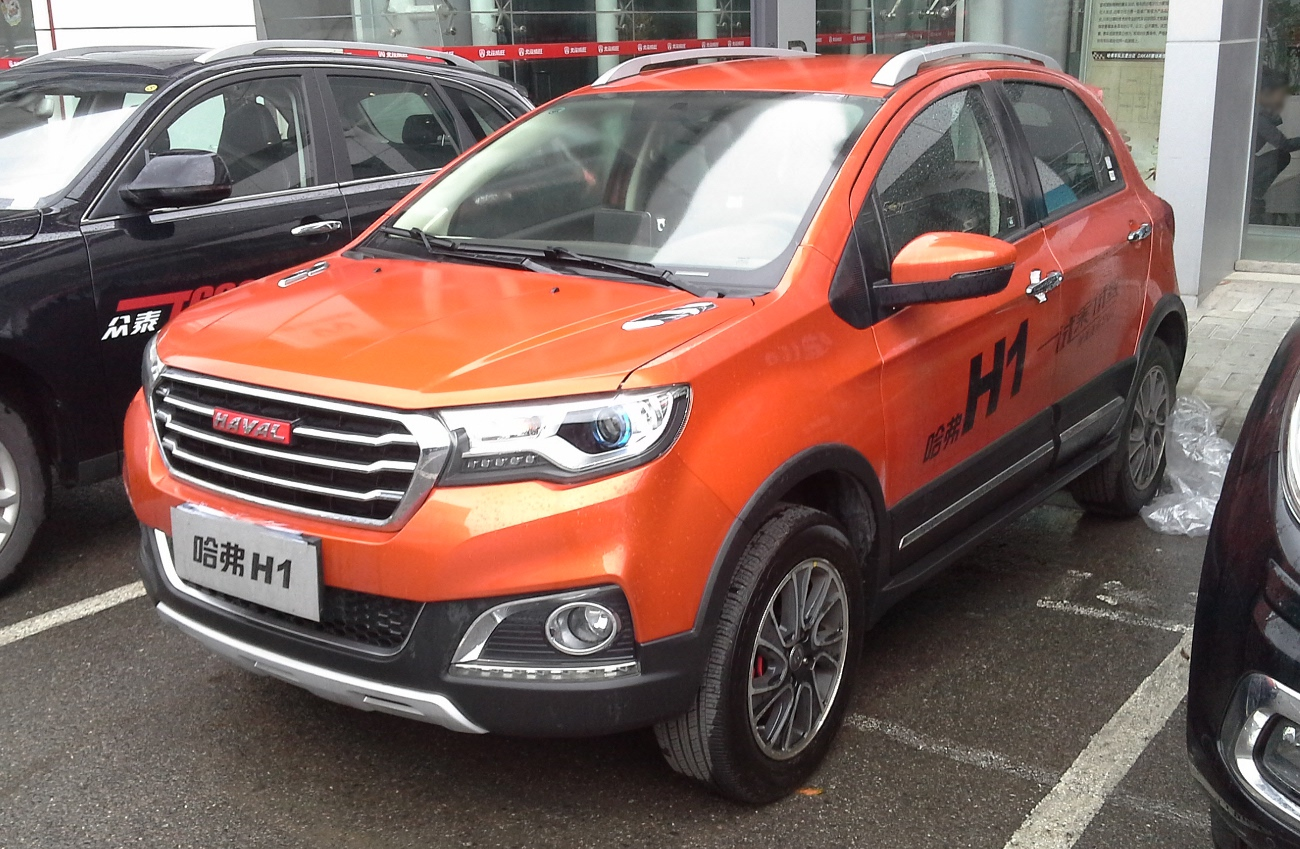
Haval H1
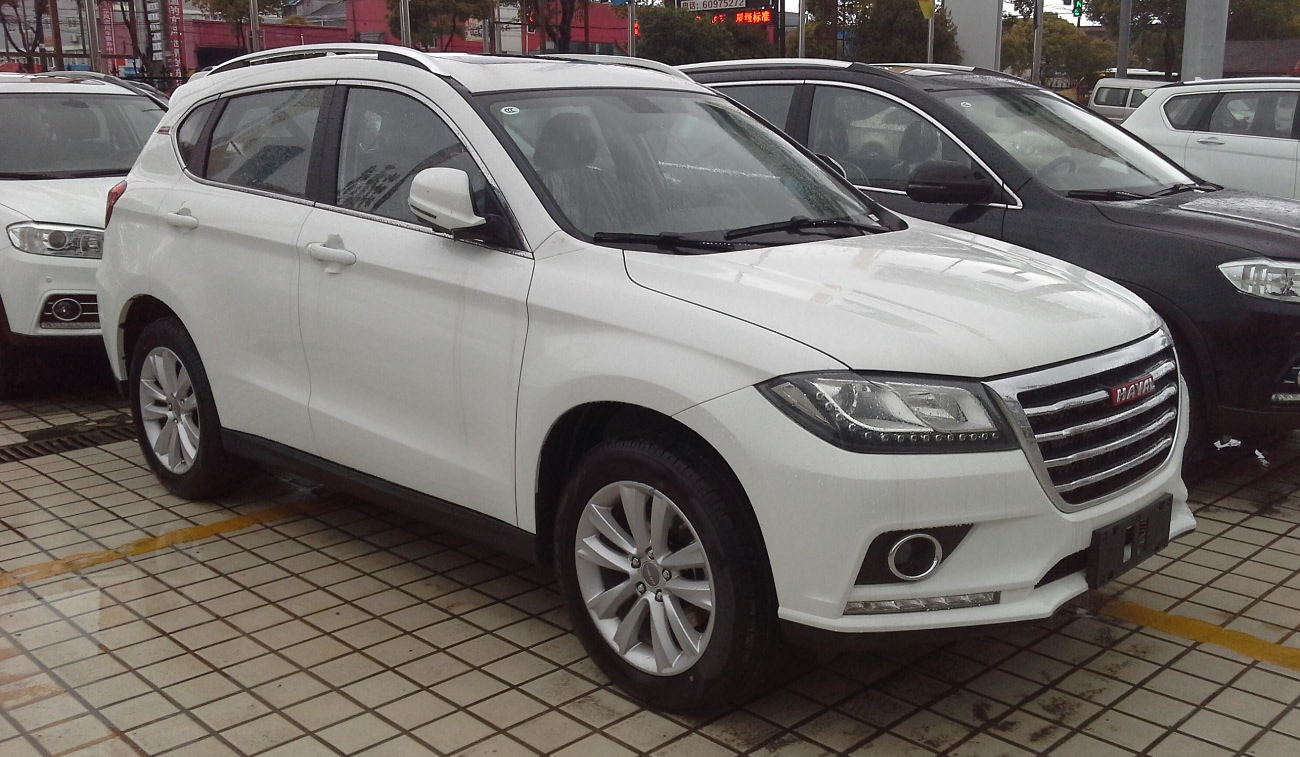
Haval H2
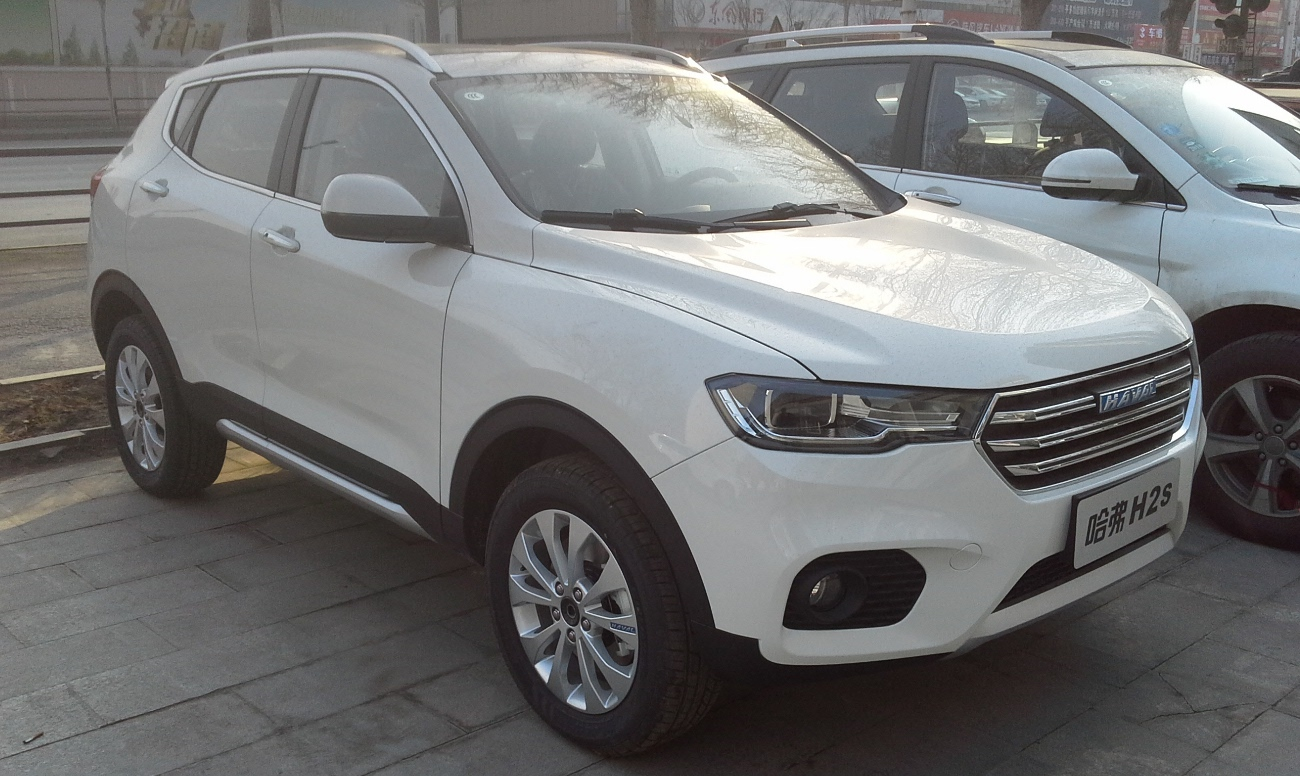
Haval H2s
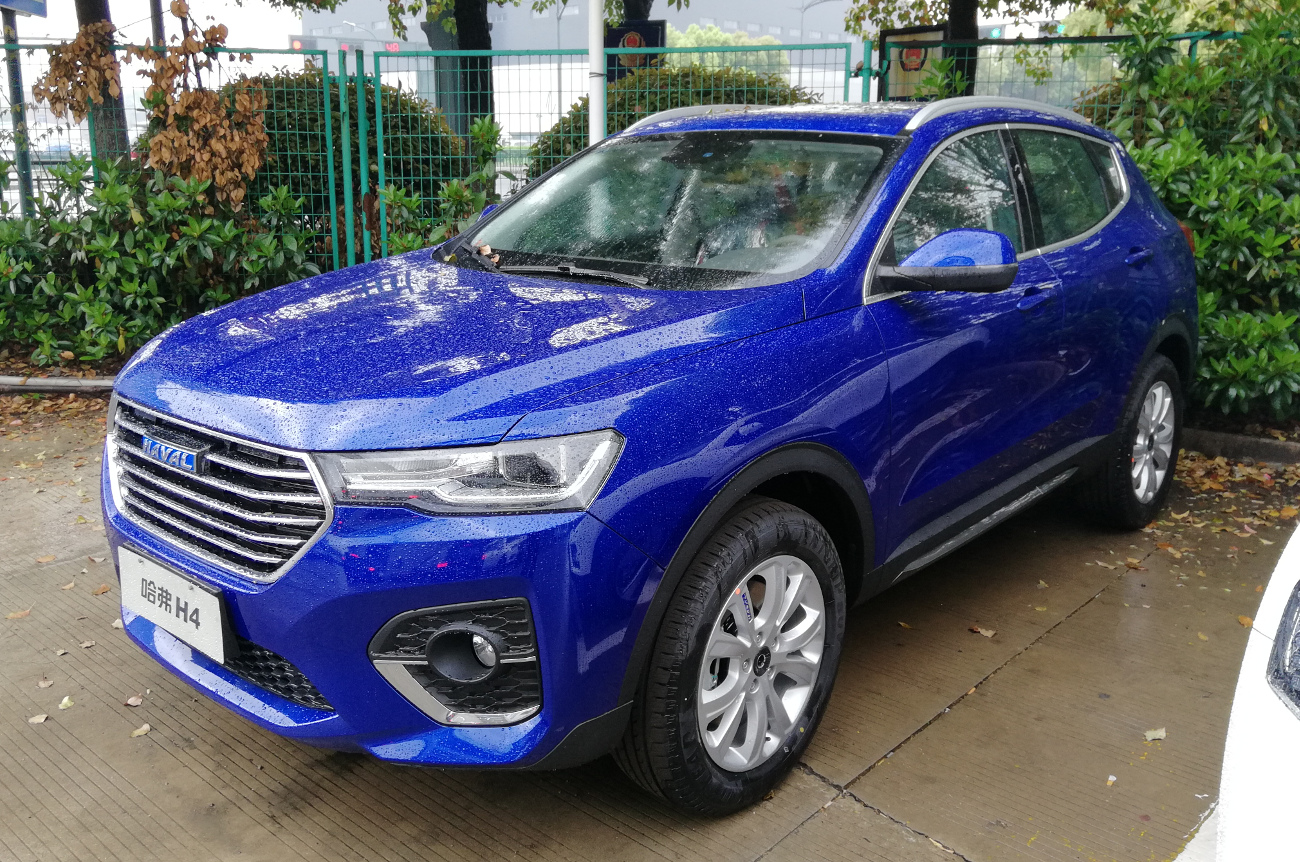
Haval H4
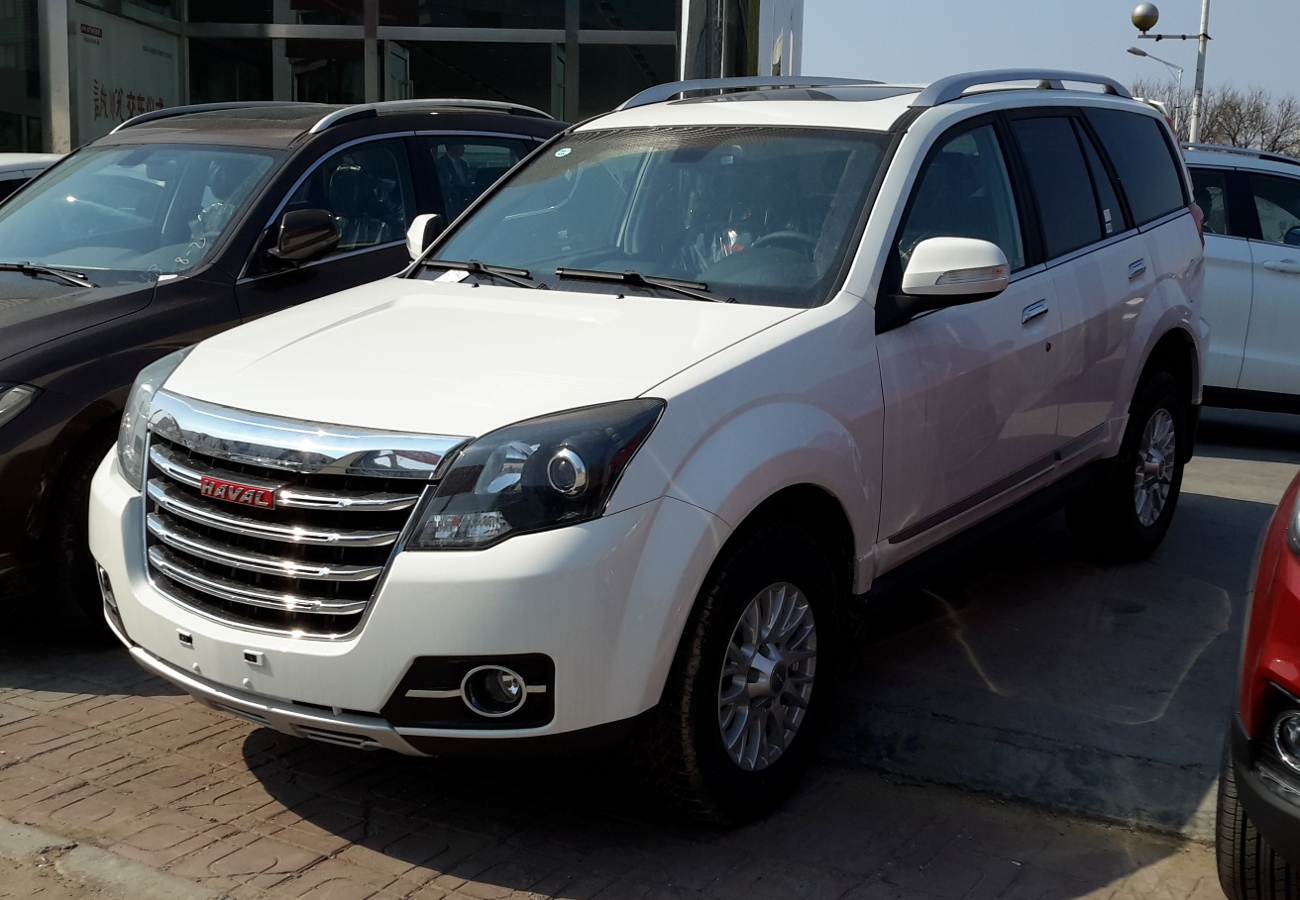
Haval H5
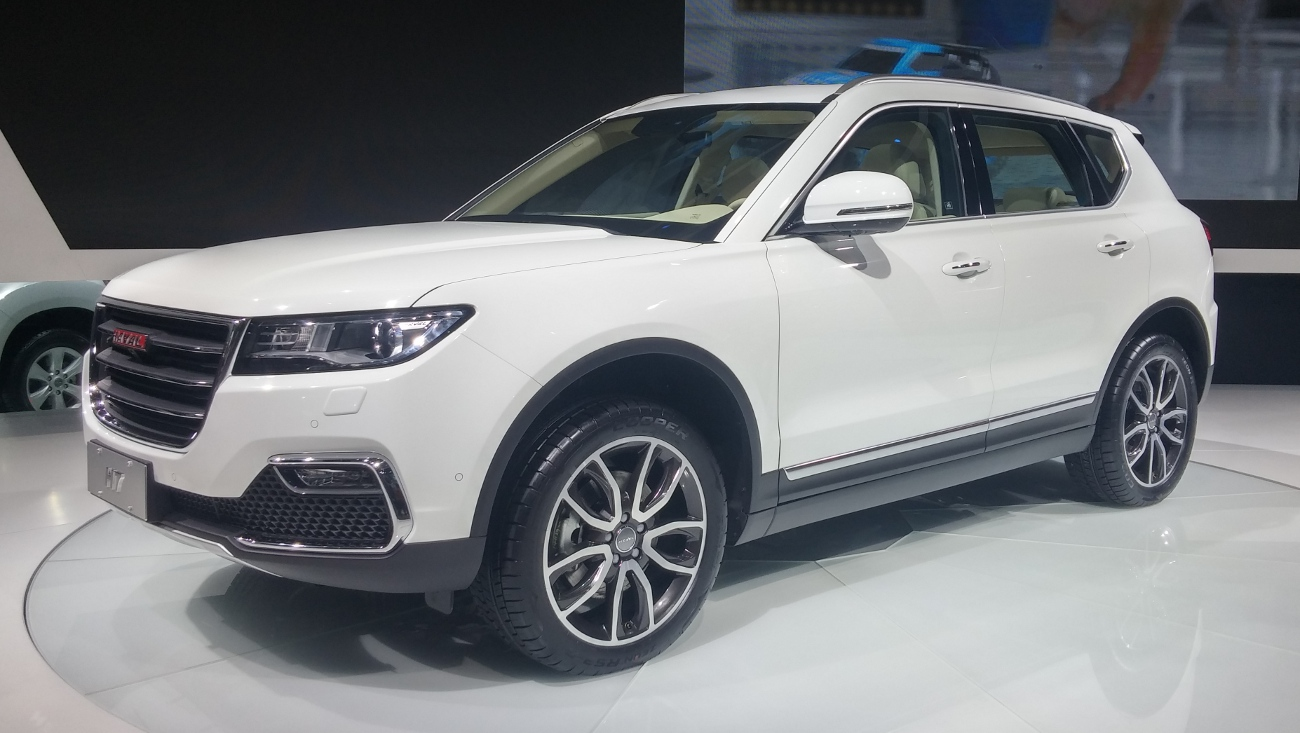
Haval H7
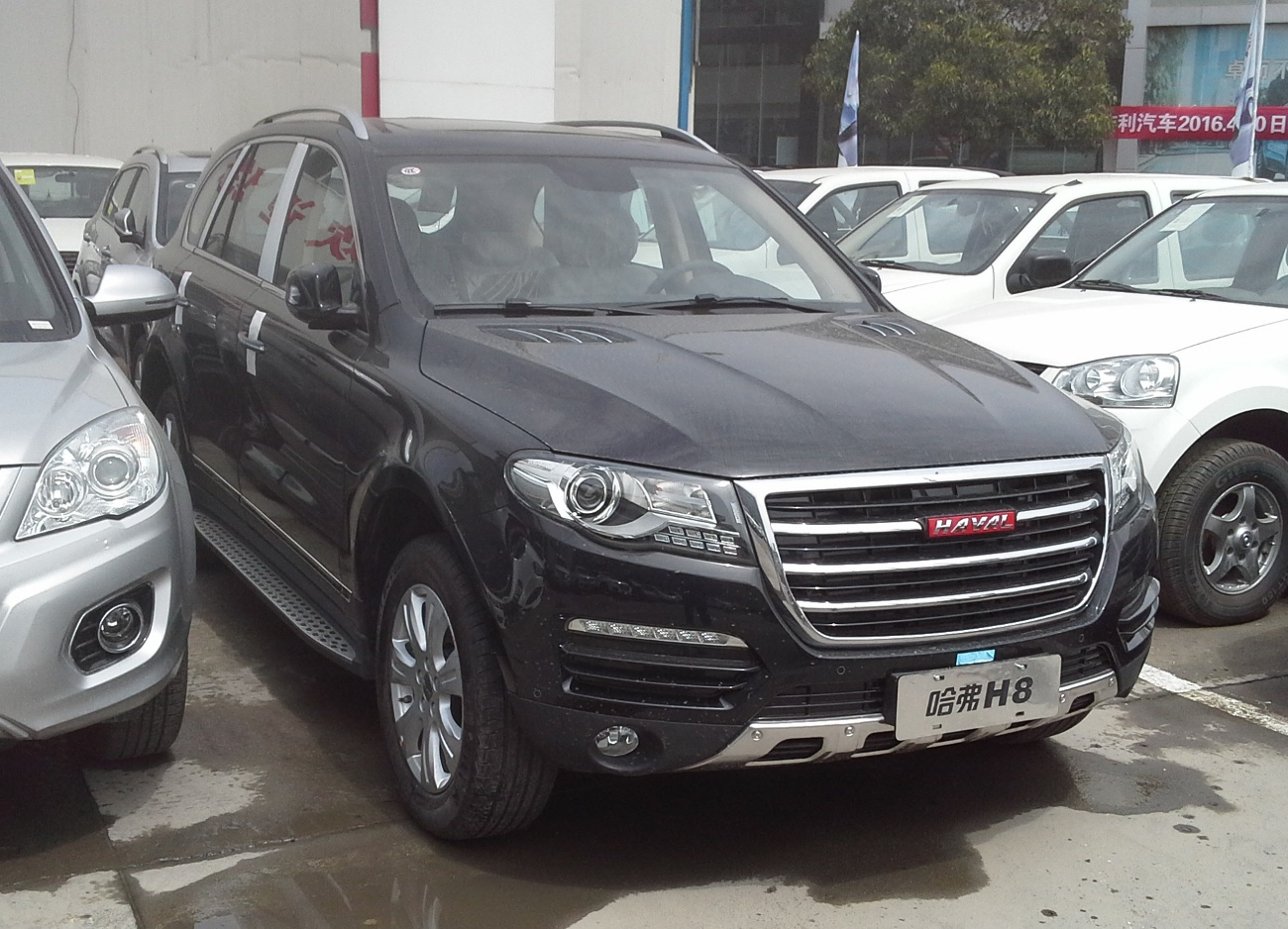
Haval H8
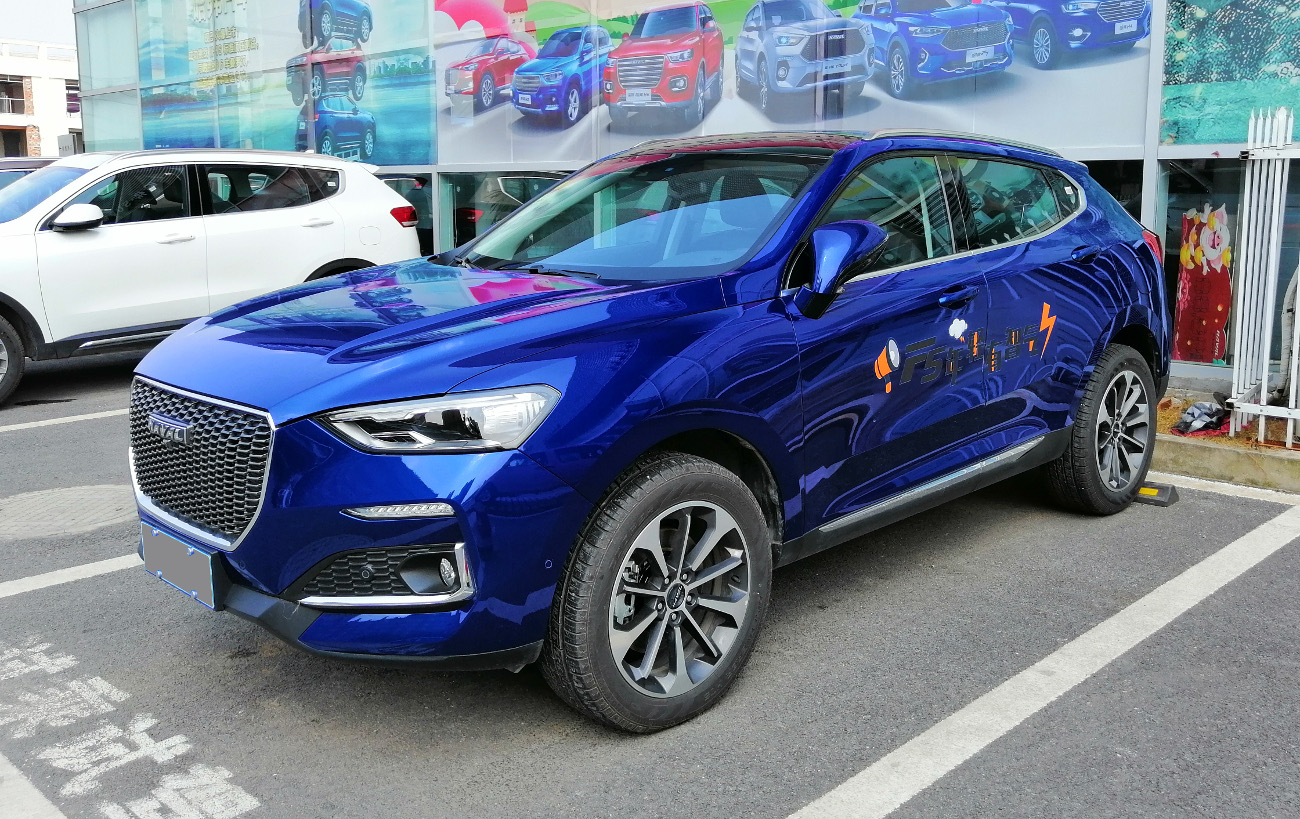
Haval F5
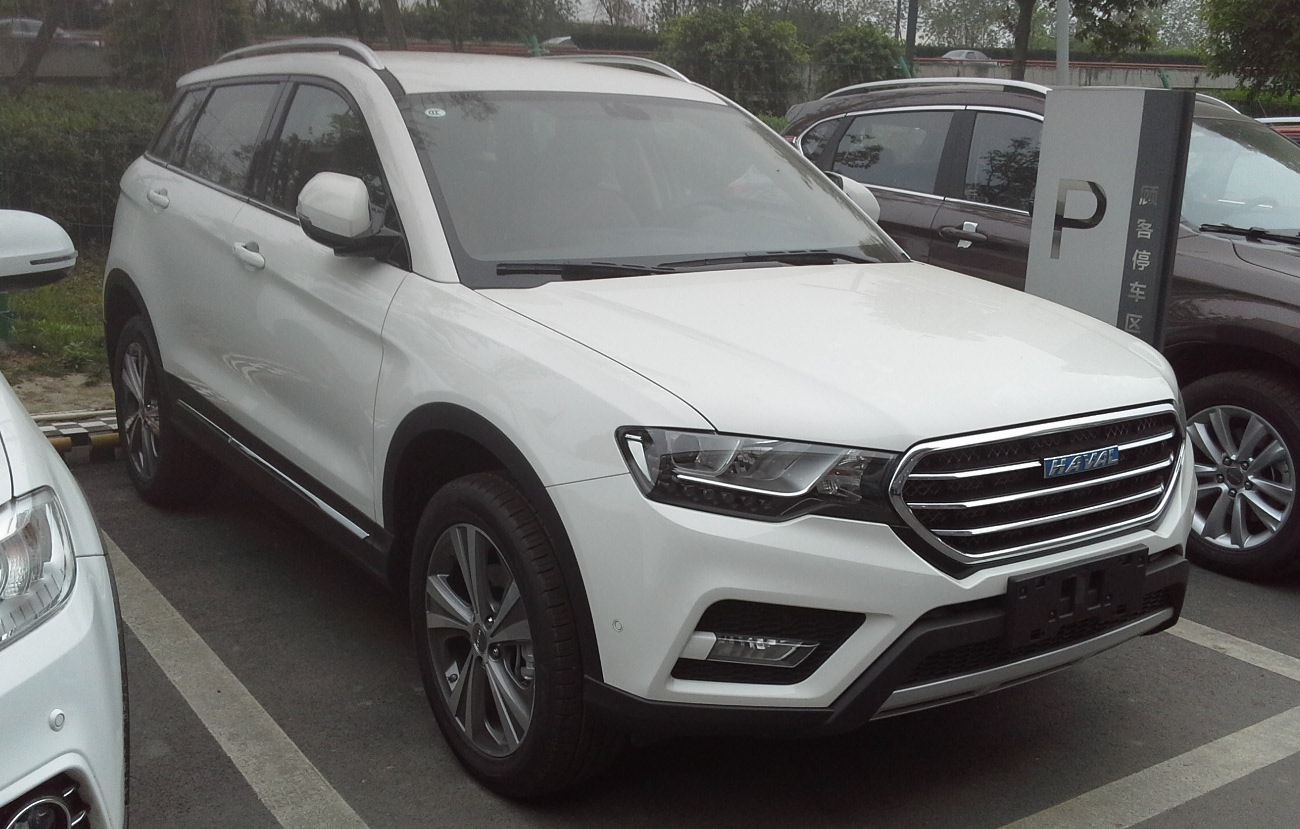
Haval H6 Coupe